# Şeref Osmanoğlu
Şeref Osmanoğlu, nato Šeryf El'-Šeryf (in ucraino Шериф Усман Ель-Шериф?; Sinferopoli, 2 gennaio 1989), è un triplista ucraino naturalizzato turco.

## Palmarès
| Anno                            | Manifestazione    | Sede           | Evento         | Risultato      | Misura  | Note |
| ------------------------------- | ----------------- | -------------- | -------------- | -------------- | ------- | ---- |
| In rappresentanza dell' Ucraina |                   |                |                |                |         |      |
| 2005                            | Mondiali allievi  | Marrakech      | Salto triplo   | 5º             | 16,18 m |      |
| 2006                            | Mondiali juniores | Pechino        | Salto triplo   | 5º             | 16,09 m |      |
| 2007                            | Europei juniores  | Hengelo        | Salto triplo   | 7º             | 15,93 m |      |
| 2008                            | Mondiali juniores | Bydgoszcz      | Salto in lungo | 25º            | 6,94 m  |      |
| 2008                            | Mondiali juniores | Bydgoszcz      | Salto triplo   | 9º             | 15,43 m |      |
| 2011                            | Europei under 23  | Ostrava        | Salto triplo   | Oro            | 17,72 m |      |
| 2011                            | Mondiali          | Taegu          | Salto triplo   | 12º            | 16,38 m |      |
| 2012                            | Mondiali indoor   | Istanbul       | Salto triplo   | 12º            | 16,25 m |      |
| 2012                            | Europei           | Helsinki       | Salto triplo   | Argento        | 17,28 m |      |
| 2012                            | Giochi olimpici   | Londra         | Salto triplo   | 13º            | 16,60 m |      |
| In rappresentanza della Turchia |                   |                |                |                |         |      |
| 2016                            | Europei           | Amsterdam      | Salto triplo   | 6º             | 16,55 m |      |
| 2016                            | Giochi olimpici   | Rio de Janeiro | Salto triplo   | Qualificazione | nm      |      |